# Horns Rev (fyrskepp)
Fyrskeppet Horns Rev är ett tidigare danskt fyrskepp som har tjänstgjort i danska farvatten som Motorfyrskib  No. I.
Horns Rev var det första danska fyrskeppet med motor. Det byggdes i ek med kopparförhydning på Rasmus Møllers Skibsværft i Fåborg i Danmark och levererades fullt utrustat. Fartyget hade två master och en tvåcylindrig tvåtaktsmotor på 125 hästkrafter. Det kunde bära segel vid behov och en spjälballong  i stormasten.
Fyrljuset, som hissades upp i stormasten på natten, skyddades dagtid av ett lykthus. Det var försett med  fotogenlampor med paraboliska speglar av försilvrat koppar. Lamporna satt i grupper på en kardanupphängd ring som vreds runt med hjälp av ett urverk. Fyrlyktan visade vitt blänkande sken och lysvidden var 11 sjömil.
Fyrskeppet stationerades på Vyl utanför Esbjerg år 1915 och var kvar på positionen till 1939 med avbrott 1917–1920 på grund av mineringar under första världskriget och ett längre varvsuppehåll 1930–1932. Under kriget tjänstgjorde det i Stora Bält. Vid en modernisering byttes tvåtaktsmotorn ut mot en trecylindrig motor på 180 hk från Alpha Diesel och det upphissbara fyrljuset ersattes av en lanternin.
Efter ett varvsuppehåll år 1949 stationerades fyrskeppet åter utanför Esbjerg. 1967–1969 renoverades det på varvet i Nyborg och återvände till Vyl. När stationen lades ned i mars 1975 flyttades fyrskeppet till Horns rev. Den stationen lades ned år 1980 och Horns Rev blev då reservfartyg för de kvarvarande fyrskeppsstationerna Anholt, Skagen och Møn. År 1988 avmonterades riggen och fartyget lades ut till försäljning.
Den 14 september 1989 övertogs fyrskeppet av fonden Motorfyrskibet nr: 1 "Horns-rev" som lät rusta upp det till museifartyg. Det ligger förtöjt i Esbjerg Havn. 